# Дайельсдорф
Дайельсдорф (нем. Deyelsdorf) — община в Германии, в земле Мекленбург-Передняя Померания.
Входит в состав района Северная Передняя Померания. Подчиняется управлению Рекниц-Требельталь. Население составляет 521 человек (на 31 декабря 2010 года). Занимает площадь 29,78 км².